# Giacomo Macchi
Giacomo Macchi (Gallarate, 11 luglio 1886 – Gallarate, 16 novembre 1976) è stato un militare e aviatore italiano, distintosi particolarmente nel corso della prima guerra mondiale dove fu decorato di tre Medaglie d'argento e due di bronzo al valor militare, cui va aggiunta un’altra Medaglia d'argento al valor civile, per aver tratto in salvo due donne da un incendio a Milano. Nel corso del conflitto aveva partecipato a 94 missioni di ricognizione, 30 di bombardamento e scattato 1352 fotografie su obiettivi del nemico. Decorato anche con la Military Cross (Gran Bretagna), la Croix de guerre 1914–1918 con palma di bronzo (Francia) e la Croix de guerre 1914–1918 (Belgio).

## Biografia
Nacque a Gallarate l'11 luglio 1886, figlio di Guglielmo, di professione ragioniere. Fin dalla giovane età si appassionò al movimento dei futuristi, conoscendo, e frequentando, personaggi come Filippo Marinetti, Antonio Sant'Elia, Ardengo Soffici, Umberto Boccioni, Carlo Carrà e Guido Keller. Mentre ancora studiava divenne un convinto interventista, e all'entrata in guerra del Regno d'Italia, avvenuta il 24 maggio 1915, chiese di entrare nel Regio Esercito come ufficiale di complemento. Tardando a ricevere la nomina partì volontario come soldato semplice in forza al 12º Reggimento bersaglieri, combattendo sul fronte giulio sul Mrzli, e sullo Sleme, dove rimase ferito il 12 luglio. Mentre si trovava in convalescenza arrivò la nomina a ufficiale di complemento, e una volta ripresosi e completato il mese di servizio di prima nomina entrò, dietro sua richiesta, in forza al 138º Reggimento fanteria della Brigata Barletta. Dopo sei mesi sul Carso chiese, ed ottenne, di transitare in forza al Servizio Aeronautico in qualità di osservatore d'aeroplano. Frequentato il relativo corso di un mese presso l'aeroporto di Centocelle fu assegnato alla 25ª Squadriglia da ricognizione equipaggiata con velivoli Voisin III.

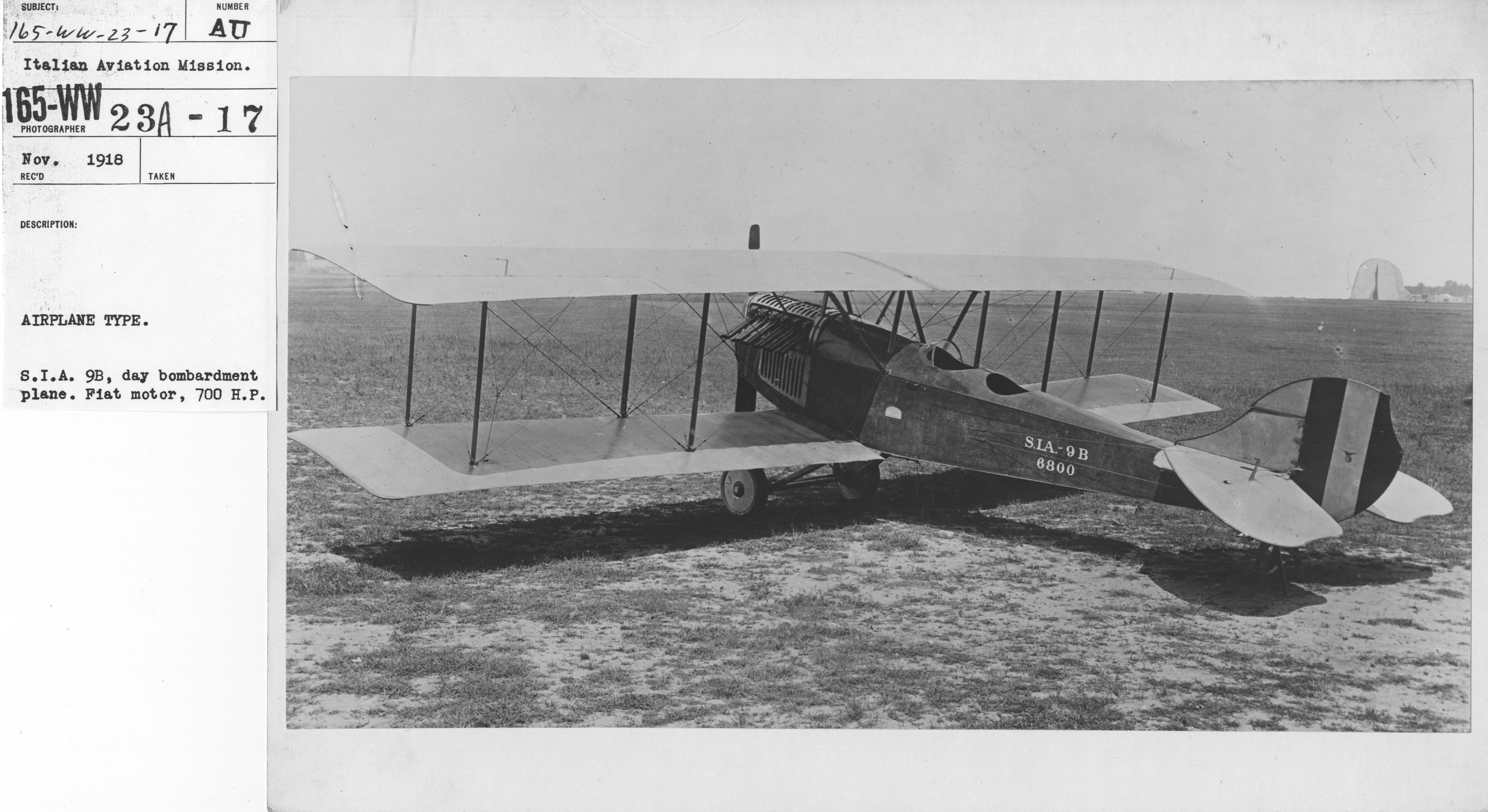
Un esemplare di S.I.A. 9b.

Il 2 ottobre 1916, insieme al pilota sergente Giuseppe Buffa, il Tenente Macchi si distinse in una ricognizione e bombardamento in territorio nemico sull'idroscalo di Trieste per la quale ricevette un encomio solenne da parte del comando della 3ª Armata; in particolare essi eseguirono il primo volo notturno italiano di ricognizione su Trieste, salutando dal cielo la città considerata allora irredenta, esponendo sotto il tiro dell'antiaerea tre lampade di colore verde, bianca e rossa, i colori della bandiera italiana.
Il 1º novembre, sempre insieme a Buffa, si distinse in un'altra pericolosa missione di ricognizione su Trieste che gli valse la concessione di una prima Medaglia d'argento al valor militare.
Durante l'offensiva del marzo 1917 si distingue nuovamente, partecipando a tre missioni di ricognizione in uno stesso giorno, scattando complessivamente 108 fotografie. Nei primo giorni del giugno successivo, con il pilota Umberto Gelmetti, esegue una missione di ricognizione a bassissima quota (meno di 50 m) durante la quale i due accompagnano l'assalto della fanteria contro le linee nemiche. Il giorno 28, con il Sergente pilota Pietro Molino, esegue una missione di ricognizione a 200 m di quota sul mare tra Sistiana a Duino, ed i due rientrano alla base con il velivolo gravemente danneggiato. I due aviatori vennero insigniti “motu proprio” dal Duca d'Aosta di una Medaglia d'argento al valor militare.
Il 25 ottobre la 25ª Squadriglia eseguì una missione di bombardamento su Tolmino, senza la scorta dei caccia. La squadriglia fu attaccata da caccia nemici che costrinsero gli aerei italiani a ripiegare. Il suo aereo, attardatosi per vedere gli esiti del bombardamento, fu attaccato da quattro caccia nemici che lo colpirono gravemente costringendo Molino ad effettuare un atterraggio d'emergenza dove egli rimase gravemente ferito. Per il fatto che, pur ferito in più parti del corpo si era spinto sull'ala dell'aereo per riparare i cavi del timone fu decorato “Motu proprio” dal Capo di stato maggiore del Regio Esercito, tenente generale Luigi Cadorna, di una terza Medaglia d'argento al valor militare.
Rientrò in servizio attivo nel mese di dicembre e fu assegnato alla 131ª Squadriglia. Si trasferì volontariamente in estate alla 1ª Squadriglia navale S.A., divenuta successivamente chiamata "San Marco", comandata da Gabriele D'Annunzio, di cui diviene in breve tempo il comandante in seconda, partecipando alla battaglia del battaglia del solstizio, eseguendo missioni di bombardamento sul Piave, e poi a quella di Vittorio Veneto.
Nel 1919 aderì ai fasci di combattimento, e a Milano partecipò insieme a Mussolini e Marinetti alle elezioni, posto al quattordicesimo posto della lista elettorale. Nel 1920 partì per Vienna assegnato in servizio alla Commissione interalleata di controllo, e poi svolse la funzione di Addetto militare presso l'Ambasciata d'Italia a Madrid, in Spagna.  Nel 1939 è richiamato in servizio attivo destinato al comando della caserma aeronautica di Madonna in Campagna a Gallarate. Dopo la fine del secondo conflitto mondiale è tra i soci fondatori della locale Civica Galleria d'Arte Moderna e del Premio Nazionale Arti Visive Città di Gallarate. In quella città si spense il 16 novembre 1976.

### Annotazioni
1. ↑  Trasformato poi in una seconda Medaglia di bronzo al valor militare.